# Tuftning
Tuftning är en teknik som används för att tillverka tredimensionella textilier, i synnerhet mattor.
Mattans lugg skapas genom att man från dess baksida i ett finmaskigt nät skjuter in garnet ett och ett (till skillnad från så kallade wiltonmattor) med en enkel ögla. Baksidan limmas och förses ofta med ett skyddande tygstycke.
Tuftning utvecklades i den amerikanska hemslöjden, industrialiserades sedan och är alltsedan 1950-talet den vanligaste tillverkningsmetoden för mattor.

## Bilder

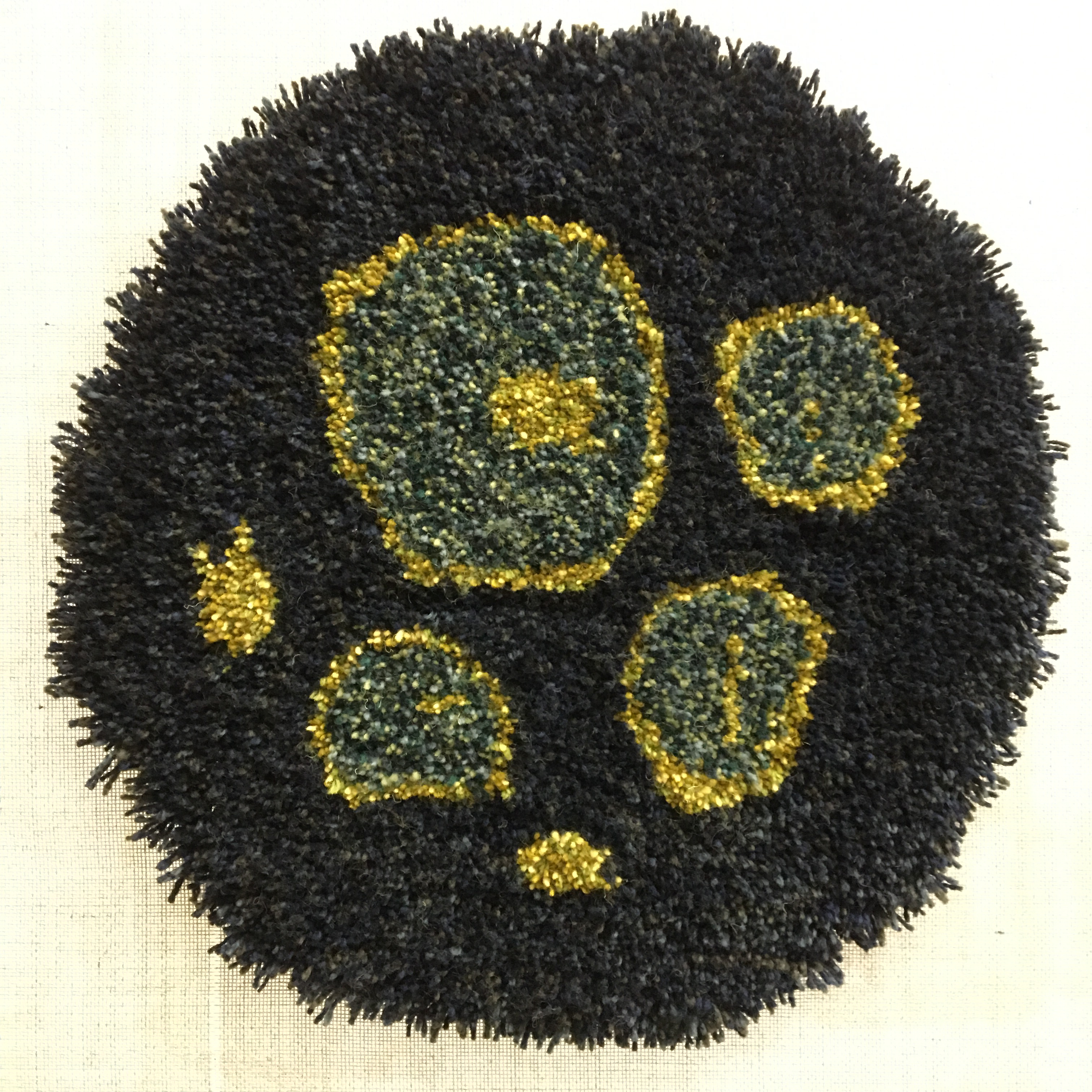
Handtuftat arbete, framsidan.
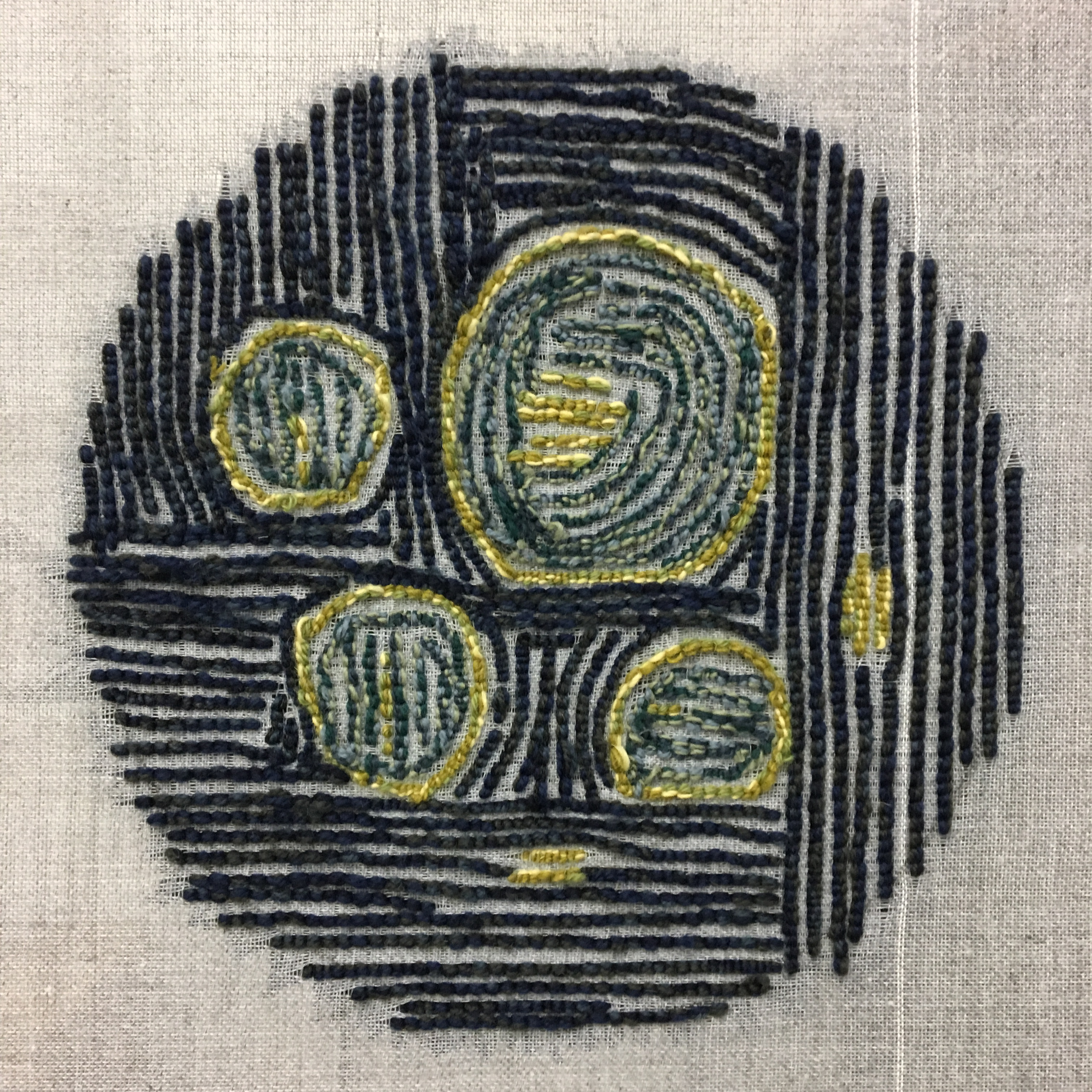
Handtuftat arbete, baksidan.
- Handtuftningsmaskin i arbete (video).